# Инсарское сельское поселение
Инсарское сельское поселение — упразднённое муниципальное образование в Кадошкинском районе Мордовии.
Административный центр поселения — посёлок Инсар.
В поселке проживают более 200 человек, значительная часть населения — русские.
Также в поселке есть почта, магазины, клуб, медпункт, библиотека. Почтовый индекс 431905.